# Parablennius yatabei
Parablennius yatabei är en fiskart som först beskrevs av Jordan och Snyder, 1900.  Parablennius yatabei ingår i släktet Parablennius och familjen Blenniidae. IUCN kategoriserar arten globalt som livskraftig. Inga underarter finns listade i Catalogue of Life.